# The Damned Don't Cry!
The Damned Don't Cry! (bra: Os Desgraçados Não Choram) é um filme noir estadunidense de 1950, do gênero drama criminal, dirigido por Vincent Sherman, estrelado por Joan Crawford e David Brian, e co-estrelado por Steve Cochran e Kent Smith. O roteiro de Harold Medford e Jerome Weidman foi baseado na história "Case History", de Gertrude Walker. O enredo foi vagamente baseado no relacionamento de Bugsy Siegel e Virginia Hill.
"The Damned Don't Cry!" é a primeira das três colaborações cinematográficas entre Sherman e Crawford, sendo as outras "Harriet Craig" (1950) e "Goodbye, My Fancy" (1951).

## Sinopse
O assassinato do gângster Nick Prenta (Steve Cochran) desencadeia uma investigação policial da misteriosa socialite Lorna Hansen Forbes (Joan Crawford), que parece não ter passado e agora está desaparecida. Em flashbacks, as raízes anônimas da mulher são mostradas; seu casamento infeliz e sua antiga vida na classe trabalhadora, e sua determinação em encontrar "coisas melhores". Logo descobrindo que o apelo sexual é a única maneira de ascender socialmente, ela se aproveita de homem em homem até chegar ao centro de um sindicato criminoso.

## Elenco
- Joan Crawford como Ethel Whitehead / Lorna Hansen Forbes
- David Brian como Joe Cavany / George Castleman
- Steve Cochran como Nick Prenta
- Kent Smith como Martin Blackford
- Hugh Sanders como Grady
- Selena Royle como Patricia Longworth
- Jacqueline deWit como Sandra
- Morris Ankrum como Sr. Whitehead
- Edith Evanson como Sra. Castleman
- Richard Egan como Roy

Não-creditados (em ordem de aparição)
- Tom Greenway como Deputado
- Dabbs Greer como Repórter
- Ned Glass como Taxista
- Kathryn Card como Sra. Sullivan
- Ralph Sanford como Norman Riley
- Herb Vigran como Vito Maggio
- Rory Mallinson como Johnny Enders
- John Maxwell como Doutor
- Strother Martin como Mergulhador

## Recepção
Quando o filme foi lançado, as críticas foram mistas, embora a bilheteria tenha sido considerada boa. Bosley Crowther, em sua crítica para o The New York Times, foi duro com o filme em sua crítica. Ele escreveu: "A Srta. Crawford como a 'dama chique' percorre toda a rotina de dramas cinematográficos baratos em seu estilo obstinado e inexpressivo ... Uma atuação mais artificial dificilmente poderia ser alcançada". Ele acrescentou: "E Kent Smith, como um contador público que a Srta. Crawford atrai para o sindicato, interpreta um homem tão completamente inassertivo que toda a sua performance parece uma sucessão de tímidos goles. Steve Cochran como um mafioso astuto da Costa Oeste e Selena Royle como uma socialite empobrecida fazem seus trabalhos de uma maneira convencional de um filme B com um orçamento alto. A direção de Vincent Sherman é tão capciosa quanto o roteiro".
Os críticos contemporâneos são geralmente mais simpáticos. James Travers, em 2012, declarou: "Não é difícil explicar o apelo popular de The Damned Don't Cry! O enredo pode ser rebuscado e os personagens absurdamente exagerados, mas o filme é bem construído (usando o dispositivo familiar de filmes noir do flashback estendido) e bem interpretado por um conjunto bem escolhido de atores talentosos".
O crítico de cinema Craig Butler chamou o filme de "um melodrama ridículo que é bastante ruim como um drama real, mas bastante agradável como algo camp". Ele acrescentou: "Damned começa como se fosse um dos filmes anteriores de 'pobre garota fazendo o bem' de Crawford, mas rapidamente se torna sinistro e inacreditável. Como costuma acontecer em seus veículos posteriores, Damned encontra Crawford em um mundo unidimensional e pede que ela encontre maneiras de dar a ilusão de profundidade à sua personagem".
O crítico Dennis Schwartz gostou do filme, da direção e do trabalho de Crawford. Ele escreveu: "Um drama policial sombrio seguindo a fórmula de Flamingo Road, que também estrelou Joan Crawford. É eficientemente dirigido por Vincent Sherman ... Joan Crawford tem uma atuação sólida como a companheira do gângster que descobre, quando é tarde demais, que escolheu o caminho errado".
O crítico Jeremiah Kipp, em sua crítica para a Slant Magazine, escreveu: "A direção de Vincent Sherman é adequada e humilde, embora algumas cenas pareçam que a transição para a sala de edição não tenha sido suave (pelo menos duas tomadas de inserção parecem vacilantes e chocantes). Mas Crawford consegue o que quer, e é só para isso que viemos, não? Assim como a estrela em questão, esse mostruário para a diva sabe o que é e no que é bom. Se você não gosta, por que ainda está aqui?"

### Bilheteria
De acordo com os registros da Warner Bros., o filme arrecadou US$ 1.540.000 nacionalmente e US$ 671.000 no exterior, totalizando US$ 2.211.000 mundialmente. O retorno lucrativo da produção foi de US$ 978.000.